# 2013年安徽潜山校长性侵犯幼女案
安徽潜山校长性侵犯幼女案是安徽省潜山县天明学校校长杨启发在十二年中先后对九名女童进行侵犯的性侵案。
2013年，安庆市潜山县警方以涉嫌“强奸猥亵儿童罪”，将犯罪嫌疑人杨启发刑拘。之后，潜山检方以涉嫌“强奸猥亵儿童罪”对杨启发提起公诉。